# Pelagophyceae
Pelagophyceae es un pequeño grupo de algas de unas 16 especies, perteneciente al filo Ochrophyta y relacionado con los silicoflagelados. Forman parte del plancton marino y son generalmente microscópicos, aunque algunas colonias alcanzan un tamaño macroscópico. Las células vegetativas son flageladas y por tanto móviles. Las células individuales tienen forma cocoide mientras que las colonias forman masas filamentosas, palmeloides o sarcinoides. Se desconocen las etapas de su ciclo vital, con la excepción de la formación de zoosporas. El grupo comprende dos órdenes:
- Pelagomonadales. Incluye formas cocoides o uniflageladas, en este último caso presentan un único cinetosoma y sin raíces cinetosomiales.

- Sarcinochrysidales. Incluye formas sarcinoides, capsoides, filamentosas o biflageladas con cuatro raíces microtubulares cinetosomiales. Las células típicamente presentan una pared celular orgánica. También incluye Aureoscheda, un alga recientemente descubierta en aguas de las Bahamas.[4]